# Belonogaster tipuliformis
Belonogaster tipuliformis är en getingart som beskrevs av Hensen och Blommers 1987. Belonogaster tipuliformis ingår i släktet Belonogaster och familjen getingar. Inga underarter finns listade.